# 蒋凡
蒋凡（1985年—）是一位中国企业家，现任阿里国际数字商业集团首席执行官。

## 生平
1985年出生于新疆，乌鲁木齐市第一中学毕业后，被保送至复旦大学计算机系。2006年在谷歌中国实习，2010年受李开复邀请加入创新工场担任友盟负责人。2013年友盟被阿里巴巴集团收购后进入阿里巴巴集团。2017年升任淘宝总裁，2019年3月蒋凡接替靖捷，任淘宝、天猫总裁。同年3月27日，浙江淘宝网络有限公司法定代表人发生变更，张勇卸任，由蒋凡接任。同年4月19日，阿里巴巴集团首席执行官、阿里巴巴集团董事局董事张勇卸任天猫法定代表人以及董事长兼总经理职务，改由蒋凡接任。2020年4月27日，阿里巴巴集團公佈針對被捲入出軌醜聞的蔣凡的調查結果。調查發現，蔣凡雖然在商業決定上沒有問題，但因「個人家庭問題處理不當，引發嚴重輿論危機」，決定對他重罰，包括取消他的合夥人身份、記過、降職至副總裁，及取消上一年度的所有獎勵。
2021年12月6日，阿里巴巴集团宣布人事调整，蒋凡将分管全球速卖通和国际贸易（ICBU）两个海外业务，以及Lazada等面向海外市场的多家子公司。大淘宝（包括淘宝、天猫、阿里妈妈），B2C零售事业群，淘菜菜，淘特和1688等业务由戴珊接手负责。
2022年1月，蒋凡開始担任海外数字商业板块总裁，分管全球速卖通（AliExpress）、国际贸易（ICBU）、Lazada等海外全球化 业务。
2023年7月21日，蔣凡重新成為阿里巴巴合伙人。

## 争议
2020年4月14日，蒋凡夫人（新浪微博昵称“花花董花花”）在新浪微博上发文要求张大奕（网红电商）勿招惹其丈夫（“这是我最后一次警告你，再来招惹我老公我就不客气了，老娘也不是好惹的，望自重，好自为知。”）。同时，阿里巴巴持股的新浪微博对此事进行大规模限流，包括禁止评论、删帖、控制热搜和热门话题等。同月18日，蒋凡在阿里内网发帖，就婚外恋和网络舆论带来的惡劣影响向公司和同事道歉，并请求公司对自己展开调查。4月27日，阿里巴巴集团取消蒋凡阿里合伙人身份，职级从M7（集團資深副總裁）降為M6（集团副总裁）。